# Carlos Canizales
Carlos Canizales est un boxeur vénézuélien né le 11 mars 1993 à Caracas.

## Carrière sportive
Passé professionnel en 2014, il devient champion du monde des poids mi-mouches WBC le 1er août 2025 après sa victoire face à Panya Pradabsri par KO au 5e round.

## Référence
1. ↑  (en) Carlos Canizales KOs Panya Pradabsri for decisive win (boxingscene.com)